# Рябой, Руслан Валентинович
Русла́н Валенти́нович Рябо́й (укр. Руслан Валентинович Рябий; род. 4 марта 1991, Черновцы) — украинский футболист, нападающий.

## Биография

### Клубная карьера
Воспитанник ДЮСШ № 4 (Черновцы). Первый тренер — Юрий Лепестов. Позже перешёл в систему киевского «Динамо». Летом 2009 года перешёл в столичную «Оболонь». В Премьер-лиге дебютировал 17 октября 2009 года в матче против киевского «Динамо» (2:1). Рябой вышел на 55 минуте вместо Павла Онисько.
Летом 2014 года подписал контракт с черновицкой «Буковиной». В сезоне 2014/15 провёл всего 6 матчей за «Буковину» в первой лиге Украины из-за травмы. В новом сезоне Рябой был снова заявлен за черновицкую команду, взяв себе 13 номер, который вскоре сменил на 23.
С сезона 2017/18 снова заявлен за «Буковину», с которой в мае 2018 года по обоюдному согласию сторон прекратил сотрудничество.

### Карьера в сборной
Выступал за юношескую сборную Украины до 17 лет. Дебютировал 17 августа 2006 года в матче против Литвы (2:2). Всего за юношескую сборную сыграл 4 матча.

## Статистика
| Клуб                | Лига         | Сезон   | Чемпионат | Чемпионат | Кубок | Кубок | Дубль | Дубль |
| Клуб                | Лига         | Сезон   | Игры      | Голы      | Игры  | Голы  | Игры  | Голы  |
| ------------------- | ------------ | ------- | --------- | --------- | ----- | ----- | ----- | ----- |
| Оболонь (Киев)      | Премьер-лига | 2009/10 | 2         | 0         |       |       | 24    | 7     |
| Оболонь (Киев)      | Премьер-лига | 2010/11 |           |           |       |       | 1     | 0     |
| Буковина (Черновцы) | Первая лига  | 2014/15 | 6         | 0         | 1     | 0     |       |       |
| Буковина (Черновцы) | Вторая лига  | 2015/16 | 11        | 1         |       |       |       |       |
| Буковина (Черновцы) | Вторая лига  | 2017/18 | 8         | 1         |       |       |       |       |